# Чирков, Фёдор Тихонович
Фёдор Ти́хонович Чирко́в (11 июня 1925 — 21 июня 1979) — участник Великой Отечественной войны, красноармеец, Герой Советского Союза (19 апреля 1945).

## Биография
Родился 11 июня 1925 года в селе Ровенка Воронежской губернии (ныне Добринского района Липецкой области).
После окончания семилетней школы работал в колхозе. В мае 1943 года призван в РККА. С октября 1943 года — на фронте Великой Отечественной войны, наводчик орудия, красноармеец. Воевал в Донбассе, на Левобережной Украине, в Крыму, Белоруссии, Прибалтике, Восточной Пруссии.
В мае 1944 года в боях за освобождение Севастополя перед орудийным расчётом красноармейца Ф. Т. Чиркова была поставлена задача не дать вражеским кораблям уйти в море. Прямой наводкой был подожжён корабль с живой силой. За этот бой красноармеец Ф. Т. Чирков был награждён орденом Славы III степени.
Отличился в апреле 1945 года во время штурма Кёнигсберга (ныне Калининград) в бою за форт № 5. Из наградного листа:

тов. Чирков в боях с немецко-фашистскими войсками проявил исключительное мужество и героизм.
7.04.45 года при штурме форта № 5 (Шарлоттенбург) под сильным минометным и ружейно-пулеметным обстрелом противника с дистанции 100 метров вел огонь из орудия по амбразурам дота, которые были ослеплены и противник потерял возможность вести огонь. Когда наши батареи прекратили огонь, тов. Чирков бесстрашно подполз к форту и бросил в амбразуру две противотанковые гранаты, истребив при этом до 15 солдат и офицеров. С подоспевшими бойцами пехотных подразделений, форт был взят с гарнизоном до 200 человек.

8.04.45 года в уличных боях гор. Кенигсберга он первым ворвался в дом, где сидели немецкие автоматчики, убил гранатами 6 человек, а 24 немецких солдат, совместно с подоспевшими товарищами, взял в плен.
Позднее в 1965 году в беседе с учащимися Паршиновской школы Ф. Т. Чирков вспоминал:

Форт прикрывал подступы к крепости. Под ураганным огнём противника наши бойцы были вынуждены возвращаться в исходные позиции. Когда наша батарея на время прекратила огонь, я сумел пробраться к форту и швырнул в амбразуру дзота две противотанковые гранаты. Потом командир говорил мне, что при ликвидации огневой точки я уничтожил 15 солдат и офицеров противника. Благодаря мне, подоспевшие бойцы пехотных подразделений быстро взяли форт.
После войны вернулся в родные края, работал преподавателем в школе, затем — в колхозе.
Умер 21 июня 1979 года в селе Ровенка Добринского района Липецкой области.

## Награды
- Медаль «Золотая Звезда» Героя Советского Союза (19 апреля 1945);
- орден Ленина (19 апреля 1945);
- орден Славы III степени (1944);
- медали.

## Память
На кладбище в селе Ровенка на могиле установлен памятник. В 1984 году в селе был заложен парк имени Ф. Т. Чиркова.
В 1985 году на фасаде дома № 28 по улице Чиркова состоялось открытие мемориальной доски с надписью: «В этом доме проживал с 1973 года по 1979 год Герой Советского Союза Чирков Федор Тихонович».
Имя Ф. Т. Чиркова увековечено на мемориальной доске у форта № 5 в городе Калининграде.
В районном центре Добринка Липецкой области установлен бюст.
- Памятник на могиле на сельском кладбище.
- Мемориальная доска у форта № 5 с именем Ф. Т. Чиркова.